# تامی بومن
تامی بومن (انگلیسی: Tommy Bowman; ۲۶ اکتبر ۱۸۷۳ – ۲۷ اوت ۱۹۵۸) بازیکن فوتبال اهل بریتانیا بود.
از باشگاه‌هایی که در آن بازی کرده‌است می‌توان به باشگاه فوتبال پورتسموث، باشگاه فوتبال ساوت‌همپتون، باشگاه فوتبال استون ویلا، و باشگاه فوتبال بلکپول اشاره کرد.